# Goviller
Goviller ist eine französische Gemeinde mit 419 Einwohnern (Stand: 1. Januar 2022) im Département Meurthe-et-Moselle in der Region Grand Est (bis 2015  Lothringen). Sie gehört zum Arrondissement Nancy und zum Kanton Meine au Saintois.

## Geografie
Goviller liegt etwa 24 Kilometer südsüdwestlich von Nancy in der Landschaft Saintois. Umgeben wird Goviller von den Nachbargemeinden Germiny im Norden, Thélod im Nordosten, Vitrey im Osten, Lalœuf im Süden, Dolcourt im Westen und Südwesten, Selaincourt im Westen sowie Crépey im Nordwesten.

## Bevölkerungsentwicklung
| Jahr                       | 1962 | 1968 | 1975 | 1982 | 1990 | 1999 | 2006 | 2019 |
| Einwohner                  | 346  | 333  | 300  | 308  | 336  | 355  | 379  | 421  |
| Quellen: Cassini und INSEE |      |      |      |      |      |      |      |      |

## Sehenswürdigkeiten
- Kirche Saint-Epvre aus dem 15. Jahrhundert

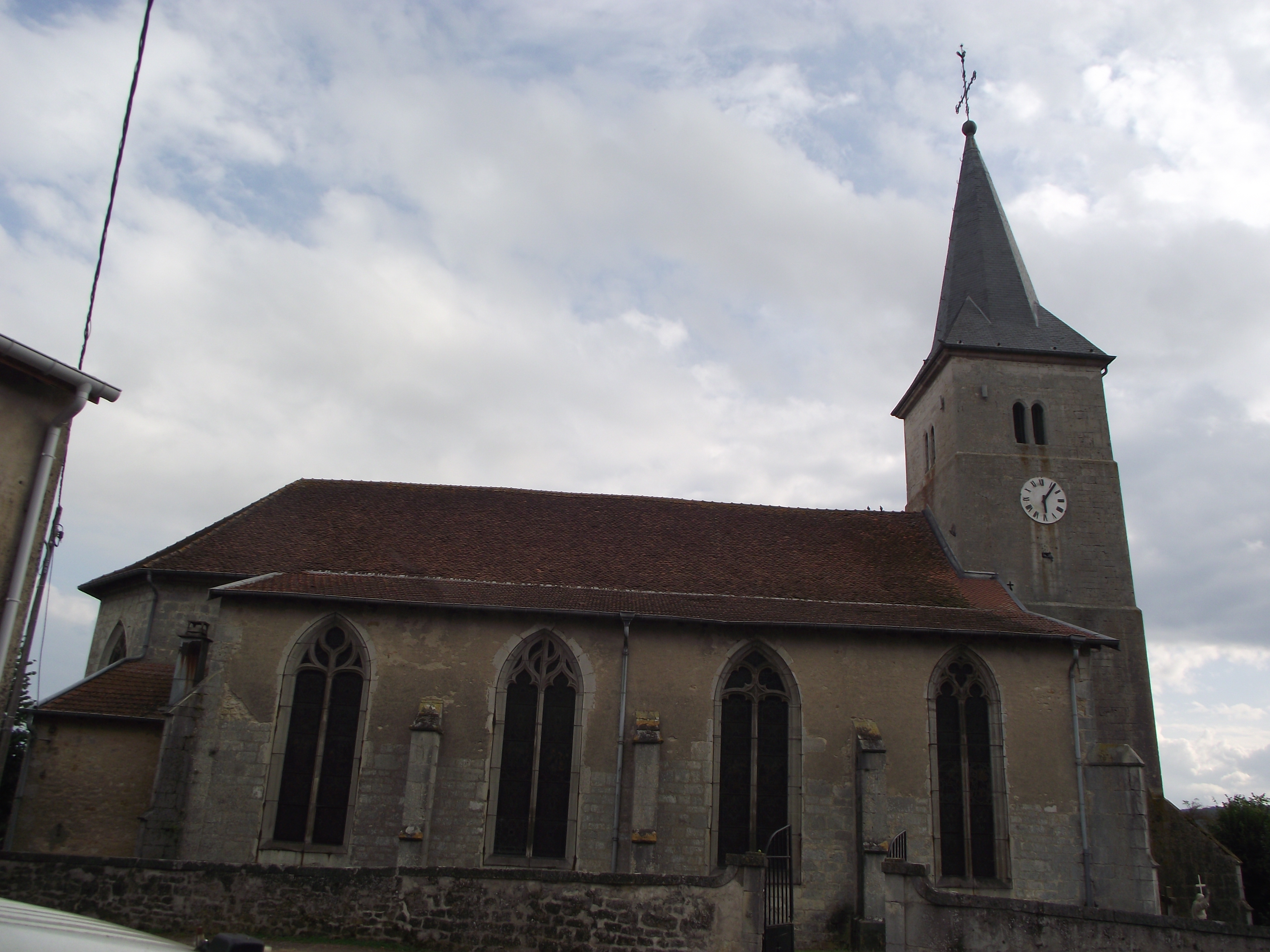
Kirche Saint-Epvre